# Elecciones generales de España de 1989
El domingo 29 de octubre de 1989 se celebraron elecciones generales en España. Las elecciones fueron anticipadas nueve meses, ya que debían haberse celebrado el domingo 22 de julio de 1990. Felipe González adelantó la convocatoria debido a los desacuerdos del Gobierno con los sindicatos mayoritarios UGT (afín al PSOE) y CCOO, que convocaron una huelga general el 14 de diciembre de 1988, contra una reforma laboral que introducía los contratos temporales, facilitaba el despido y reducía al mínimo legal los derechos laborales de los trabajadores menores de 25 años. Dicha huelga fue la más exitosa de la democracia en España, paralizando incluso la televisión pública, y obligó al Gobierno a negociar con los sindicatos.
Tras anunciarse los resultados por primera vez, la noche de las elecciones, el Partido Socialista Obrero Español había renovado su mayoría absoluta, aunque esta vez por un margen exacto, de 176 sobre 350 escaños, sin poder ocultar la pérdida de casi 800.000 votos y un notorio declive de su popularidad. El Partido Popular se presentaba a estos comicios tras su refundación de ese mismo año; su candidato fue José María Aznar. En las elecciones europeas de ese mismo año, el PP había obtenido un mal resultado, apenas un 21%, lo que motivó a cambiar de candidato, dando Manuel Fraga un paso atrás y presentando a Aznar, presidente de Castilla y León con un perfil joven. El PP recuperó los votos perdidos en las europeas y superó los malos pronósticos con un resultado similar al de 1986. Esto permitió a Aznar seguir al frente del PP, haciéndolo crecer en el futuro. Debido a la confrontación del PSOE con los sindicatos debido a la política del Gobierno, el voto a la izquierda radical aumentó, duplicando su número de papeletas, aunque sin alcanzar, por poco, los resultados de las dos primeras elecciones.
Los comicios de 1989 fueron considerados como unos de los más controvertidos en la historia democrática de España. El anuncio lento de los resultados en muchos distritos electorales, junto con defectos graves en los datos del registro electoral, una estructura ineficiente de la administración electoral y la lucha política en curso entre el gobernante PSOE y los partidos de la oposición sobre la mayoría absoluta socialista en el Congreso de los Diputados dio lugar a un gran escándalo cuando los resultados electorales en una serie de distritos electorales fueron impugnados bajo acusaciones de irregularidades y fraude. Los tribunales judiciales se vieron obligados a intervenir, determinando elecciones parciales para Murcia, Pontevedra y Melilla. La cuestión fue apelada ante el Tribunal Constitucional de España, que revirtió las resoluciones anteriores y anuló la votación en Melilla solamente, con una nueva elección que se celebró el 25 de marzo de 1990. El PP obtuvo la victoria en dicha elección, dejando al PSOE con 175 escaños solamente.
De este modo el candidato por el PSOE, Felipe González, se quedó a un escaño de revalidar por tercera vez su mayoría absoluta aunque pudo gobernar como tal, puesto que los diputados de Herri Batasuna se ausentaron durante toda la legislatura en respuesta al asesinato del diputado Josu Muguruza, con lo que el grupo socialista abarcaba más de la mitad de los diputados de la cámara.
Respecto a 1986 el PSOE pierde Navarra, La Rioja, Baleares, Palencia, Valladolid, Salamanca y Madrid; el PP gana Navarra, La Rioja, Baleares, Palencia, Valladolid, Salamanca, Ávila y Madrid; el CDS pierde Ávila; y el PNV no obtiene el respaldo mayoritario en Guipúzcoa, que pasa a manos de Herri Batasuna.

## Contexto histórico

### Antecedentes
El segundo mandato de Felipe González se caracterizó por el crecimiento económico, con inversiones públicas favorecidas por los Fondos Estructurales provenientes de la Comunidad Económica Europea a la que España había accedido recientemente. El PIB creció alrededor o por encima del 5% entre 1987 y 1989 y el desempleo disminuyó del 20.6% al 16.9%. Este período también vio la consolidación de las reformas del sistema de bienestar social iniciadas durante el primer mandato de González, permitidas a través de un mejor financiamiento derivado de un sistema tributario relativamente progresivo. Sin embargo, la expansión económica fomentada por las políticas liberales del gobierno también provocaron un aumento de las diferencias de riqueza y de desigualdad, lo que provocó disturbios sociales y una pérdida de popularidad para el hasta entonces partido dominante PSOE, que se hizo evidente en las elecciones municipales, autonómicas y del Parlamento Europeo de 1987. A fines de 1988, los dos principales sindicatos de España, las Comisiones Obreras (CCOO) y la Unión General de Trabajadores (UGT) organizaron una huelga general que logró paralizar al país y obligar al gobierno de González a negociar un retiro parcial de sus políticas económicas.
Al mismo tiempo, el principal partido de la oposición, la conservadora Alianza Popular (AP), sufría una profunda crisis interna desde las elecciones de 1986, que habían visto la disolución de la Coalición Popular y la renuncia del líder del partido Manuel Fraga. Su sucesor, Antonio Hernández Mancha, se mostró incapaz de mejorar las desdichas electorales de la AP y esta vio diezmada su credibilidad política luego de una infructuosa moción de censura contra el gobierno de González en marzo de 1987. Hernández Mancha terminó renunciando a principios de 1989, con Fraga regresando como líder interino que supervisó la fusión de AP con sus antiguos aliados, el Partido Demócrata Popular (PDP) y el Partido Liberal (PL), en el nuevo Partido Popular (PP). Pensando en su liderazgo nacional como temporal, Fraga nombró al entonces desconocido presidente de la Junta de Castilla y León, José María Aznar, como su sucesor.
El período 1986-1989 también vio un aumento en la actividad terrorista del grupo separatista vasco Euskadi Ta Askatasuna (ETA). Esto llegó a su punto máximo con el atentado de Hipercor el 19 de junio de 1987, que con 21 muertos y 45 heridos se convertiría en el ataque más letal en la historia de ETA. Otros ataques mortales incluyeron el bombardeo de la plaza República Dominicana el 14 de julio de 1986, tres semanas después de las elecciones generales anteriores y un día antes de que las Cortes recién elegidas volvieran a reunirse, lo que dejó 12 muertos y 32 heridos; y el atentado de los barracones de Zaragoza en diciembre de 1987, con 11 muertos, incluidos 5 niños, y 88 heridos. Al mismo tiempo, el gobierno del PSOE introdujo una política de dispersión de terroristas encarcelados en todo el territorio español para evitar que las organizaciones terroristas, entre ellas ETA, impidieran coercitivamente la reinserción de los presos. Los partidos políticos firmaron varios acuerdos antiterroristas, como el Pacto Ajuria Enea o el Acuerdo sobre Terrorismo de Madrid, dirigidos a aumentar la cooperación entre partidos y terminar con el terrorismo. En enero de 1989, ETA declaró un cese al fuego de 15 días, más tarde prorrogado varias veces, para iniciar conversaciones de negociación en Argel con el gobierno socialista, pero no se llegó a una conclusión exitosa y ETA reanudó su campaña de violencia.

### Adelanto
El mandato de las dos Cámaras de las Cortes Generales -el Congreso de los Diputados y el Senado- expira cuatro años después de la fecha de su elección anterior, a menos que se disuelvan antes. El decreto electoral debía emitirse a más tardar el día veinticinco antes de la fecha de expiración de las Cortes en caso de que el presidente del Gobierno no hiciera uso de su prerrogativa de disolución anticipada. El decreto debía publicarse al día siguiente en el Boletín Oficial del Estado, y el día de las elecciones debía tener lugar entre el 54.º y el 60.º día de la publicación. Las elecciones anteriores se celebraron el 22 de junio de 1986, lo que significaba que el período legislativo expiraría el 22 de junio de 1990. El decreto electoral debía publicarse a más tardar el 29 de mayo de 1990, y las elecciones se celebrarían el día siguiente a partir de la publicación, fijando la última posible fecha de elección para las Cortes Generales el sábado 28 de julio de 1990.
El presidente del Gobierno tiene la prerrogativa de disolver ambas Cámaras en un momento dado, ya sea en forma conjunta o por separado, y convocar a elecciones anticipadas, siempre que no hubiera una moción de censura en curso, no estuviera en vigor el estado de emergencia y no se produjera la disolución antes de que haya transcurrido un año desde la anterior. Además, ambas cámaras se disolverían y se convocaría una nueva elección si un proceso de investidura no lograba elegir un presidente del Gobierno dentro de un período de dos meses desde la primera votación. Aunque no exista un requisito constitucional para la celebración de elecciones simultáneas para el Congreso y el Senado, no existen precedentes de elecciones separadas y los gobiernos habían preferido durante mucho tiempo que las elecciones para las dos Cámaras se celebraran simultáneamente. El 25 de agosto de 1989, fuentes gubernamentales confirmaron que Felipe González convocaría a elecciones anticipadas para el 29 de octubre.

### Campaña
A pesar de la huelga general de 1988 y la pérdida de popularidad del gobierno, las posibilidades de una derrota electoral del PSOE eran remotas. La retirada de Fraga y la designación de Aznar como candidato del PP no bastaron para revertir el hecho de que la oposición seguía sumamente dividida y era electoralmente débil. Además, la economía se encontraba en buen estado y creciendo, lo que hizo inevitable otra victoria del PSOE. Sin embargo, la campaña se centró en si los socialistas lograrían conservar la mayoría absoluta en el Congreso de los Diputados por un tercer período. Izquierda Unida, liderada por Julio Anguita, tenía esperanzas de aumentar su representación parlamentaria por encima de los 7 escaños. Felipe González confirmó que, si ganaba las elecciones, sería su última candidatura a presidente del Gobierno. No cumpliría, sin embargo, esta promesa y sería candidato por dos elecciones más hasta 1996.

## Resultados
La noche de las elecciones de 1989 fue una de las más dramáticas desde la primera victoria de González en 1982. Se confirmó al anunciarse los resultados que el PSOE había revalidado por tercera vez su mayoría absoluta, esta vez por el margen exacto de 176 escaños sobre 350. Las encuestas de salida y los recuentos iniciales mostraron que el PSOE estaba por debajo del umbral de la mayoría, en algunas proyecciones, con tan solo 170 escaños. Sin embargo, a medida que avanzaba el conteo de votos, el resultado del PSOE comenzó a crecer repentinamente, a las 4 a. m., el PSOE había sido galardonado con su 176° escaño con el 98% de las mesas escrutadas. Temprano en la noche, el secretario de Organización del partido Txiki Benegas, el vicepresidente del Gobierno Alfonso Guerra y el propio González habían comentado que, a pesar del resultado final, el PSOE seguía siendo el partido más grande y lideraría el nuevo gobierno por sí solo, rechazando cualquier acuerdo de coalición. El ajustado resultado no pudo ocultar la pérdida de casi 800.000 votantes y una clara erosión en apoyo desde 1986, que llevó a los partidos de oposición e incluso a algunos medios internacionales, como el Financial Times, The Independent o The Times a pedirle a González un cambio de dirección en el gobierno, acusándolo de actuar "con arrogancia" durante su período de mayoría absoluta.
El líder del PP, José María Aznar, consideró los resultados de su partido como "satisfactorios", mejorando ligeramente el resultado de Fraga en 1986, que era el objetivo que Aznar se había propuesto a sí mismo durante la campaña electoral. Además, el PP había ganado las elecciones en Madrid por primera vez en la historia, donde Aznar y González figuraban en las listas de sus respectivos partidos. Los líderes de IU tampoco pudieron ocultar su euforia, habiendo experimentado un notable crecimiento, duplicando sus resultados de 1986 y destacando "el desplazamiento del electorado hacia la izquierda", mientras comentaban abiertamente que preferían que el aumento de la Izquierda Unida viniera "en detrimento de la mayoría absoluta del PSOE". Por otro lado, el Centro Democrático y Social (CDS) perdió votos y escaños en comparación con 1986 y su resultado fue comentado como "no el que esperaba" por el líder del partido Adolfo Suárez, quien reconoció que su imagen pública se había "deteriorado" en los últimos tiempos. El desglose de los resultados mostraría una notable transferencia de votos del PSOE a IU en áreas industriales y urbanas, con los socialistas defendiéndose en distritos rurales. También significó un notable incremento de la presencia de mujeres en ocupando escaños, en el Congreso se dobló la cifra pasando de un 6,3 % en la III legislatura a un 12,9 %.

### Congreso de los Diputados
- Electorado: 29.604.055 
  - 29.438.479 residentes en España
  - 165.576 residentes en el extranjero
- Votantes: 20.646.365 (69,74%) 
  - 20.586.503 (69,93%) residentes en España
  - 59.862 (36,15%) residentes en el extranjero
- Abstención: 8.957.690 (30,26%)
- Votos válidos: 20.493.682 (99,26%)
- Votos nulos: 152.683 (0,74%)
- Votos a candidaturas: 20.351.887 (99,31%)
- Votos en blanco: 141.795 (0,69%)

| ← Elecciones generales de España, 29 de octubre de 1989 →          |                          |           |       |         |      |
| Partido                                                            | Cabeza de lista          | Votos     | %     | Escaños | +/-  |
| Partido Socialista Obrero Español (PSOE)a                          | Felipe González          | 8.115.568 | 39,6  | 175 b   | -9   |
| Partido Popular (PP)c                                              | José María Aznar         | 5.285.972 | 25,79 | 107 d   | +2 e |
| Izquierda Unida (IU)                                               | Julio Anguita            | 1.858.588 | 9,07  | 17 g    | +10  |
| Centro Democrático y Social (CDS)                                  | Adolfo Suárez            | 1.617.716 | 7,89  | 14      | -5   |
| Convergència i Unió (CiU)                                          | Miquel Roca              | 1.032.243 | 5,04  | 18 f    | =    |
| Partido Nacionalista Vasco (EAJ-PNV)                               | Iñaki Anasagasti         | 254.681   | 1,24  | 5       | -1   |
| Agrupación Ruiz-Mateos (RUIZ-MATEOS)                               | José María Ruiz-Mateos   | 219.883   | 1,07  | -       | =    |
| Herri Batasuna (HB)                                                | Iñaki Esnaola            | 217.278   | 1,06  | 4       | -1   |
| Partido Andalucista (PA)                                           | Alejandro Rojas-Marcos   | 212.687   | 1,04  | 2       | +2   |
| Los Verdes-Lista Verde (LV-LV)                                     | Humberto da Cruz         | 157.103   | 0,77  | -       | =    |
| Unió Valenciana (UV)                                               | Vicente González Lizondo | 144.924   | 0,71  | 2       | +1   |
| Eusko Alkartasuna (EA)                                             | Joseba Azkarraga         | 136.955   | 0,67  | 2       | +2   |
| Los Verdes Ecologistas (LVE)                                       | Félix Herrera            | 136.335   | 0,67  | -       | =    |
| Euskadiko Ezkerra (EE)                                             | Koro Garmendia           | 105.238   | 0,51  | 2       | =    |
| Partido de los Trabajadores de España-Unidad Comunista (PTE-UC)    | Adolfo Piñedo            | 86.257    | 0,42  | -       | =    |
| Esquerra Republicana de Catalunya (ERC)                            | Joan Hortalà             | 84.756    | 0,41  | -       | =    |
| Partido Socialista de los Trabajadores (PST)                       | Ángel Luis Parras        | 81.218    | 0,4   | -       | =    |
| Partido Aragonés Regionalista (PAR)                                | José María Mur           | 71.733    | 0,35  | 1       | =    |
| Agrupaciones Independientes de Canarias (AIC)                      | Luis Mardones            | 64.767    | 0,32  | 1 h     | =    |
| Partido Comunista de los Pueblos de España (PCPE)                  | Juan Ramos Camarero      | 62.664    | 0,31  | -       | =    |
| Bloque Nacionalista Galego (BNG)                                   |                          | 47.763    | 0,23  | -       | =    |
| Coalición Galega (CG)                                              | Senén Bernárdez          | 45.821    | 0,22  | -       | -1   |
| Unitat del Poble Valencià (UPV)                                    | Xavier Cantera           | 40.767    | 0,2   | -       | =    |
| Partido Socialista Galego-Esquerda Galega (PSG-EG)                 | Ana María Gandón         | 34.130    | 0,17  | -       | =    |
| Alternativa Verda - Moviment Ecologista de Catalunya (AV-MEC)      | Josep Puig i Boix        | 25.978    | 0,13  | -       | =    |
| Falange Española de las JONS (FE-JONS)                             | Diego Márquez Horrillo   | 24.025    | 0,12  | -       | =    |
| Asamblea Canaria Nacionalista (ACN)                                |                          | 21.539    | 0,11  | -       | =    |
| Vértice Español de Reivindicación del Desarrollo Ecológico (VERDE) |                          | 21.235    | 0,10  | -       | =    |
| Coalición Socialdemócrata (CSD)                                    |                          | 17.095    | 0,08  | -       | =    |
| Partido Humanista (PH)                                             |                          | 15.936    | 0,08  | -       | =    |
| Partido Nacionalista Galego-Partido Galeguista (PNG-PG)            |                          | 14.411    | 0,07  | -       | =    |
| Alianza por la República (AR)                                      |                          | 12.807    | 0,06  | -       | =    |
| Extremadura Unida (EU)                                             |                          | 10.984    | 0,05  | -       | =    |
| Esquerra Nacionalista (PSM-EN)                                     |                          | 7.989     | 0,04  | -       | =    |
| Partido Obrero Revolucionario de España (PORE)                     |                          | 7.906     | 0,04  | -       | =    |
| Independientes de Gran Canaria (IGC)                               |                          | 6.371     | 0,03  | -       | =    |
| Partíu Asturianista (PAS)                                          |                          | 5.414     | 0,03  | -       | =    |
| Unidad Centrista-Partido Demócrata Español (PED)                   |                          | 4.942     | 0,02  | -       | =    |
| Frente Popular Galega (FPG)                                        |                          | 3.657     | 0,02  | -       | =    |
| Partido Regional de Madrid (PAM)                                   |                          | 3.396     | 0,02  | -       | =    |
| Grupo de Radicales en Madrid (GRM)                                 |                          | 3.330     | 0,02  | -       | =    |
| Unidá Nacionalista Asturiana (UNA)                                 |                          | 3.218     | 0,02  | -       | =    |
| Unión Aragonesista-Chunta Aragonesista (UA-CHA)                    |                          | 3.156     | 0,02  | -       | =    |
| Esquerra Nacionalista Valenciana (ENV-URV)                         |                          | 2.988     | 0,01  | -       | =    |
| Partido Regionalista del País Leonés (PREPAL)                      |                          | 2.962     | 0,01  | -       | =    |
| Unió Balear (UB)                                                   |                          | 2.883     | 0,01  | -       | =    |
| Ceuta Unida (CEU)                                                  |                          | 2.760     | 0,01  | -       | =    |
| Siete Estrellas Verdes (SEV)                                       |                          | 1.411     | 0,01  | -       | =    |
| Movimiento Verde (MV)                                              |                          | 1.368     | 0,01  | -       | =    |
| Agrupación Ciudadana Independiente (ACI)                           |                          | 1.359     | 0,01  | -       | =    |
| Partido Autonómico Nacionalista de Castilla y León (PANCAL)        |                          | 1.199     | 0,01  | -       | =    |
| Coalición Alicantista Alicantón (COA)                              |                          | 1.041     | 0,01  | -       | =    |
| Acción Republicana Democrática Española (ARDE)                     |                          | 975       | 0,0   | -       | =    |
| Partido Ecologista de Euskadi (Lista Verde) (PEE-(LV))             |                          | 931       | 0,0   | -       | =    |
| Radicales por Cantabria (RxC)                                      |                          | 904       | 0,0   | -       | =    |
| Falange Española Independiente (FE (I))                            |                          | 827       | 0,0   | -       | =    |
| Tagoror-Asamblea Conejera de Lanzarote (TAGOROR)                   |                          | 472       | 0,0   | -       | =    |
| Partido Regionalista de Guadalajara (PRGU)                         |                          | 426       | 0,0   | -       | =    |
| Partido Radical Balear (PRB)                                       |                          | 398       | 0,0   | -       | =    |
| Partido Nacionalista Español de Melilla (PNEM)                     |                          | 301       | 0,0   | -       | =    |
| Partido Proverista (PROV)                                          |                          | 245       | 0,0   | -       | =    |
| Coalición LKI-EMK (LKI-EMK)                                        |                          | 0         | 0,0   | -       | =    |
| Partido Comunista de España (marxista-leninista) (PCE (m-l))       |                          | 0         | 0,0   | -       | =    |

aIncluye al Partido de los Socialistas de Cataluña (PSC) .

b De ellos, 20 del PSC.

c Incluye a Unión del Pueblo Navarro (UPN) y Centristas de Galicia (CdG).

d De ellos, 2 del UPN y 2 de CdG.

e Respecto a Coalición Popular.

f De ellos 13 de CDC y 5 de UDC.

g De ellos 13 del PCE, 3 del PSUC y 1 del PASOC.

h De la ATI.

#### Por provincias

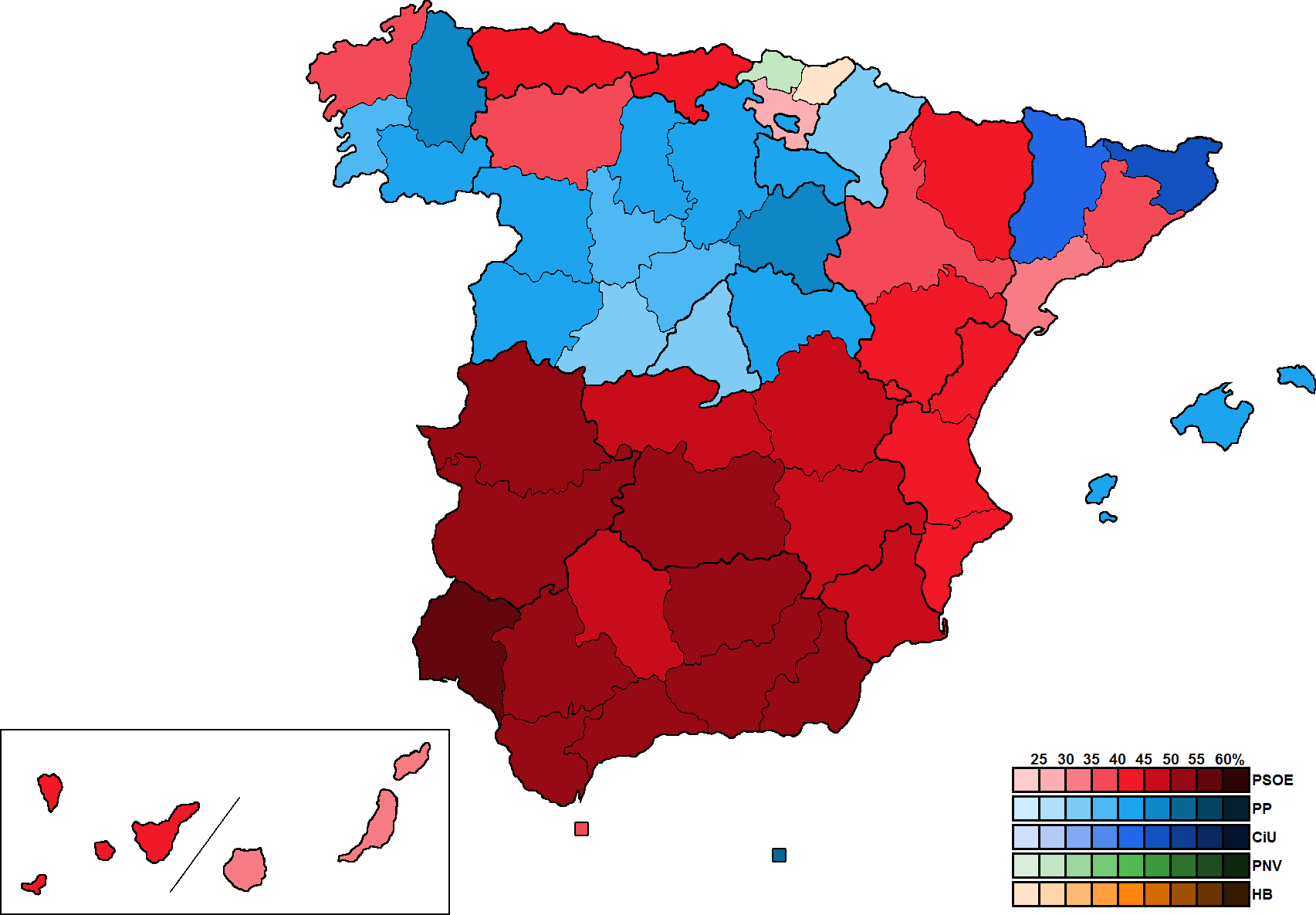
Resultados por provincia.

| Comunidad o ciudad autónoma | Circunscripción                                                          | Partido  | Votos   | %      | Escaños | Diputados | + / - |
| --------------------------- | ------------------------------------------------------------------------ | -------- | ------- | ------ | ------- | --- | ----- |
| ANDALUCÍA                   | Almería 5 diputados                                                      | PSOE     | 115.587 | 52,67% | 4       | José Antonio Amate Rodríguez, Joaquín Pérez Siquier, Juan Callejón Baena y Francisco Contreras Pérez | =     |
| ANDALUCÍA                   | Almería 5 diputados                                                      | PP       | 51.421  | 23,43% | 1       | Manuel Arqueros Orozco | =     |
| ANDALUCÍA                   | Cádiz 9 diputados                                                        | PSOE     | 243.410 | 51,88% | 6       | Manuel María Chaves González, Ramón Arturo Vargas-Machuca Ortega, Carmen Romero López, Alfonso Perales Pizarro, Eduardo García Espinosa y Ramón Santos Jurado | -1    |
| ANDALUCÍA                   | Cádiz 9 diputados                                                        | PP       | 76.688  | 16,34% | 1       | Teófila Martínez Saiz | -1    |
| ANDALUCÍA                   | Cádiz 9 diputados                                                        | PA       | 53.173  | 11,33% | 1       | Antonio Moreno Olmedo | +1    |
| ANDALUCÍA                   | Cádiz 9 diputados                                                        | IU-CA    | 44.871  | 9,56%  | 1       | Jerónimo Andreu Andreu | +1    |
| ANDALUCÍA                   | Córdoba 7 diputados                                                      | PSOE     | 223.759 | 49,36% | 5       | Guillermo Galeote Jiménez, Rafael Vallejo Rodríguez, Pedro Moya Milanés, Carmen del Campo Casaus y Angustias Contreras Villar | +1    |
| ANDALUCÍA                   | Córdoba 7 diputados                                                      | IU-CA    | 77.106  | 18,34% | 1       | Ernesto Caballero Castillo | =     |
| ANDALUCÍA                   | Córdoba 7 diputados                                                      | PP       | 76.561  | 18,21% | 1       | Diego Jordano Salinas | -1    |
| ANDALUCÍA                   | Granada 7 diputados                                                      | PSOE     | 204.596 | 50,05% | 4       | Ángel Díaz Sol, Antonio Jara Andreu, Francisco Javier Valls García y Francisca Pleguezuelos Aguilar | -1    |
| ANDALUCÍA                   | Granada 7 diputados                                                      | PP       | 100.619 | 24,61% | 2       | Andrés Ollero Tassara y Gabriel Díaz Berbel | =     |
| ANDALUCÍA                   | Granada 7 diputados                                                      | IU-CA    | 47.067  | 11,51% | 1       | Baltasar Garzón Garzón | +1    |
| ANDALUCÍA                   | Huelva 5 diputados                                                       | PSOE     | 123.126 | 58,54% | 4       | Carlos Navarrete Merino, Jenaro García-Arreciado Batanero, Jaime Javier Barrero López y Domingo Prieto García | =     |
| ANDALUCÍA                   | Huelva 5 diputados                                                       | PP       | 41.473  | 19,58% | 1       | Emiliano Sanz Escalera | =     |
| ANDALUCÍA                   | Jaén 6 diputados                                                         | PSOE     | 197.733 | 54,12% | 4       | Rosa Conde Gutiérrez del Álamo, Francisco García Vico, Tomás Cabrera Lozano y Angustias María Rodríguez Ortega | =     |
| ANDALUCÍA                   | Jaén 6 diputados                                                         | PP       | 88.906  | 24,33% | 2       | Ramiro Rivera López y Luis de Torres Gómez | =     |
| ANDALUCÍA                   | Málaga 10 diputados (1 más que en las elecciones de 1986)                | PSOE     | 263.147 | 51,58% | 7       | Carlos Sanjuán de la Rocha, Rafael Ballesteros Durán, María Dolores Sánchez López, Luis Pagán Saura, Enrique Martínez Martínez, José María Ruiz Povedano y Juan Miguel Rodríguez Rodríguez | +1    |
| ANDALUCÍA                   | Málaga 10 diputados (1 más que en las elecciones de 1986)                | PP       | 99.352  | 19,47% | 2       | Celia Villalobos Talero y Francisco Manuel Ortiz de la Torre | =     |
| ANDALUCÍA                   | Málaga 10 diputados (1 más que en las elecciones de 1986)                | IU-CA    | 69.522  | 13,63% | 1       | Antonio Romero Ruiz | =     |
| ANDALUCÍA                   | Sevilla 12 diputados                                                     | PSOE     | 438.615 | 54,15% | 8       | Alfonso Guerra González, Luis Yáñez-Barnuevo García, Alfonso Lazo Díaz, Francisco López Real, María del Carmen Hermosín Bono, Antonio Cuevas Delgado, Fernando Soto Martín y Milagros del Monte Frías Navarrete | =     |
| ANDALUCÍA                   | Sevilla 12 diputados                                                     | PP       | 153.905 | 19%    | 2       | Soledad Becerril Bustamante y Francisco Javier Arenas Bocanegra | -1    |
| ANDALUCÍA                   | Sevilla 12 diputados                                                     | IU-CA    | 93.080  | 11,49% | 1       | Nicolás Sartorius Álvarez de las Asturias Bohorques | =     |
| ANDALUCÍA                   | Sevilla 12 diputados                                                     | PA       | 73.031  | 9,02%  | 1       | Alejandro Rojas-Marcos de la Viesca | +1    |
| ARAGÓN                      | Huesca 3 diputados                                                       | PSOE     | 47.491  | 40,45% | 2       | Víctor Morlán Gracia y Diego Díaz Pozas | =     |
| ARAGÓN                      | Huesca 3 diputados                                                       | PP       | 29.938  | 25,5%  | 1       | César Villalón Rico | =     |
| ARAGÓN                      | Teruel 3 diputados                                                       | PSOE     | 33.744  | 40,08% | 2       | Gerardo Torres Sahuquillo y Francisco Villagrasa López | =     |
| ARAGÓN                      | Teruel 3 diputados                                                       | PP       | 27.695  | 32,89% | 1       | Felipe Santiago Benítez Barrueco | =     |
| ARAGÓN                      | Zaragoza 7 diputados (1 menos que en las elecciones de 1986)             | PSOE     | 198.260 | 43,59% | 3       | José Félix Sáenz Lorenzo, Fernando Gimeno Marín y Susana Carmen Germán Laguna | -1    |
| ARAGÓN                      | Zaragoza 7 diputados (1 menos que en las elecciones de 1986)             | PP       | 125.728 | 27,46% | 2       | Luisa Fernanda Rudi Úbeda y José Ignacio Senao Gómez | =     |
| ARAGÓN                      | Zaragoza 7 diputados (1 menos que en las elecciones de 1986)             | IU       | 51.546  | 11,26% | 1       | José Luis Martínez Blasco | +1    |
| ARAGÓN                      | Zaragoza 7 diputados (1 menos que en las elecciones de 1986)             | PAR      | 49.425  | 10,61% | 1       | José María Mur Bernad | =     |
| ARAGÓN                      | Zaragoza 7 diputados (1 menos que en las elecciones de 1986)             | CDS      | 32.826  | 7,17%  | ---     | --- | -1    |
| ASTURIAS                    | Asturias 9 diputados                                                     | PSOE     | 248.584 | 40,56% | 4       | Luis Martínez Noval, Marcelo Palacios Alonso, Álvaro Cuesta Martínez y José Manuel González García | -1    |
| ASTURIAS                    | Asturias 9 diputados                                                     | PP       | 165.071 | 26,53% | 3       | Francisco Álvarez-Cascos Fernández, Juan Luis de la Vallina Velarde y Pedro Martínez Arévalo | +1    |
| ASTURIAS                    | Asturias 9 diputados                                                     | IU       | 95.494  | 15,58% | 1       | Manuel García Fonseca | =     |
| ASTURIAS                    | Asturias 9 diputados                                                     | CDS      | 55.881  | 12,51% | 1       | Alejandro Rebollo Álvarez-Amandi | =     |
| BALEARES                    | Baleares 6 diputados                                                     | PP       | 140.163 | 40,66% | 3       | José Cañellas Fons, Enrique Ramón Fajarnés y Adolfo Vilafranca Bosch | =     |
| BALEARES                    | Baleares 6 diputados                                                     | PSOE     | 118.833 | 34,48% | 3       | Félix Pons Irazazábal, Emilio Alonso Sarmiento y Antonio Costa Costa | =     |
| CANARIAS                    | Las Palmas 7 diputados                                                   | PSOE     | 113.675 | 32,05% | 3       | Ángel Luis Sánchez Bolaños, Óscar Bergasa Perdomo y José María García Quer | =     |
| CANARIAS                    | Las Palmas 7 diputados                                                   | CDS      | 86.121  | 24,28% | 2       | José Antonio Santos Miñón y Lorenzo Díaz Aguilar | =     |
| CANARIAS                    | Las Palmas 7 diputados                                                   | PP       | 73.842  | 20,7%  | 2       | Felipe Baeza Betancort y Paulino Montesdeoca Sánchez | =     |
| CANARIAS                    | Santa Cruz de Tenerife 7 diputados (1 más que en las elecciones de 1986) | PSOE     | 128.360 | 40,65% | 4       | Luis Fajardo Spínola, Néstor Padrón Delgado, María Dolores Pelayo Duque y Álvaro Argany Fajardo | +1    |
| CANARIAS                    | Santa Cruz de Tenerife 7 diputados (1 más que en las elecciones de 1986) | AIC      | 58.434  | 18,5%  | 1       | Luis Mardones Sevilla | =     |
| CANARIAS                    | Santa Cruz de Tenerife 7 diputados (1 más que en las elecciones de 1986) | PP       | 56.600  | 17,92% | 1       | Alfonso Soriano Benítez de Lugo | =     |
| CANARIAS                    | Santa Cruz de Tenerife 7 diputados (1 más que en las elecciones de 1986) | CDS      | 31.776  | 10,06% | 1       | Baltasar de Zárate Peraza de Ayala | =     |
| CANTABRIA                   | Cantabria 5 diputados                                                    | PSOE     | 119.352 | 40,07% | 3       | Matilde Fernández Sanz, Luis Sainz Aja y José Ramón Lago Freire | =     |
| CANTABRIA                   | Cantabria 5 diputados                                                    | PP       | 114.403 | 38,41% | 2       | Isabel Tocino Biscarolasaga y José Joaquín Martínez Sieso | =     |
| CASTILLA-LA MANCHA          | Albacete 4 diputados                                                     | PSOE     | 97.904  | 49,65% | 3       | Juan de Dios Izquierdo Collado, Ángel Samuel Galán Cano y Rita Moraga Ferrándiz | =     |
| CASTILLA-LA MANCHA          | Albacete 4 diputados                                                     | PP       | 60.664  | 30,77% | 1       | Miguel Ramírez González | =     |
| CASTILLA-LA MANCHA          | Ciudad Real 5 diputados                                                  | PSOE     | 143.416 | 52,36% | 3       | Miguel Ángel Martínez Martínez, Rafael López Martín de la Vega y Francisco Javier Martín del Burgo Simarro | =     |
| CASTILLA-LA MANCHA          | Ciudad Real 5 diputados                                                  | PP       | 82.074  | 29,97% | 2       | Eduardo Rodríguez Espinosa y Blas Camacho Zancada | =     |
| CASTILLA-LA MANCHA          | Cuenca 3 diputados                                                       | PSOE     | 58.465  | 45,87% | 2       | Virgilio Zapatero Gómez y Justo Tomás Zambrana Pineda | =     |
| CASTILLA-LA MANCHA          | Cuenca 3 diputados                                                       | PP       | 49.748  | 39,08% | 1       | Gervasio Martínez-Villaseñor García | =     |
| CASTILLA-LA MANCHA          | Guadalajara 3 diputados                                                  | PP       | 37.061  | 42,75% | 2       | Francisco Tomé Gómez y Enrique Fernández-Miranda y Lozana | =     |
| CASTILLA-LA MANCHA          | Guadalajara 3 diputados                                                  | PSOE     | 31.653  | 36,51% | 1       | Juan Pablo Herranz Martínez | =     |
| CASTILLA-LA MANCHA          | Toledo 5 diputados                                                       | PSOE     | 135.526 | 46,98% | 3       | Juan Pedro Hernández Moltó, María del Carmen Blázquez Martínez e Isidro Flores López | =     |
| CASTILLA-LA MANCHA          | Toledo 5 diputados                                                       | PP       | 99.167  | 34,38% | 2       | José Manuel Molina García y Rogelio Baón Ramírez | =     |
| CASTILLA Y LEÓN             | Ávila 3 diputados                                                        | PP       | 35.757  | 32,78% | 1       | Feliciano Blázquez Sánchez | =     |
| CASTILLA Y LEÓN             | Ávila 3 diputados                                                        | CDS      | 34.402  | 31,54% | 1       | José Alfredo Ferrer Gutiérrez | =     |
| CASTILLA Y LEÓN             | Ávila 3 diputados                                                        | PSOE     | 30.282  | 27,76% | 1       | Jerónimo Nieto González | =     |
| CASTILLA Y LEÓN             | Burgos 4 diputados                                                       | PP       | 88.446  | 43,46% | 2       | Juan Carlos Aparicio Pérez y Gabriel Cisneros Laborda | =     |
| CASTILLA Y LEÓN             | Burgos 4 diputados                                                       | PSOE     | 65.811  | 32,34% | 2       | Federico Sanz Díaz y Luis Escribano Reinosa | =     |
| CASTILLA Y LEÓN             | León 5 diputados                                                         | PSOE     | 114.046 | 39,88% | 3       | José Luis Rodríguez Zapatero, Conrado Alonso Buitrón y Florentina Vega Ramón | =     |
| CASTILLA Y LEÓN             | León 5 diputados                                                         | PP       | 109.792 | 38,4%  | 2       | Juan Morano Masa y Manuel Núñez Pérez | =     |
| CASTILLA Y LEÓN             | Palencia 3 diputados                                                     | PP       | 50.186  | 44,51% | 2       | Jesús Mañueco Alonso y Juan Carlos Guerra Zunzunegui | +1    |
| CASTILLA Y LEÓN             | Palencia 3 diputados                                                     | PSOE     | 41.313  | 36,64% | 1       | Juan Ramón Lagunilla Alonso | -1    |
| CASTILLA Y LEÓN             | Salamanca 4 diputados                                                    | PP       | 88.048  | 40,73% | 2       | Fernando Fernández de Trocóniz Marcos y Gonzalo Robles Orozco | +1    |
| CASTILLA Y LEÓN             | Salamanca 4 diputados                                                    | PSOE     | 79.966  | 36,99% | 2       | Ciriaco de Vicente Martín y Jesús Caldera Sánchez-Capitán | =     |
| CASTILLA Y LEÓN             | Salamanca 4 diputados                                                    | CDS      | 27.068  | 12,52% | ---     | --- | -1    |
| CASTILLA Y LEÓN             | Segovia 3 diputados                                                      | PP       | 35.705  | 39,88% | 2       | Loyola de Palacio del Valle Lersundi y Javier Gómez Darmendrail | +1    |
| CASTILLA Y LEÓN             | Segovia 3 diputados                                                      | PSOE     | 27.468  | 30,68% | 1       | Juan Muñoz García | =     |
| CASTILLA Y LEÓN             | Segovia 3 diputados                                                      | CDS      | 14.764  | 16,49% | ---     | --- | -1    |
| CASTILLA Y LEÓN             | Soria 3 diputados                                                        | PP       | 26.756  | 47,91% | 2       | Juan José Lucas Jiménez y Efrén Luciano Martínez Izquierdo | =     |
| CASTILLA Y LEÓN             | Soria 3 diputados                                                        | PSOE     | 18.421  | 32,99% | 1       | Manuel Núñez Encabo | =     |
| CASTILLA Y LEÓN             | Valladolid 5 diputados                                                   | PP       | 107.695 | 38,11% | 3       | Santiago López Valdivieso, Miguel Ángel Cortés Martín y Ramiro Felipe Ruiz Medrano | +1    |
| CASTILLA Y LEÓN             | Valladolid 5 diputados                                                   | PSOE     | 101.532 | 35,93% | 2       | Fernando Ledesma Bartret y Antonio Pérez Solano | =     |
| CASTILLA Y LEÓN             | Valladolid 5 diputados                                                   | CDS      | 32.342  | 11,45% | ---     | --- | -1    |
| CASTILLA Y LEÓN             | Zamora 3 diputados (1 menos que en las elecciones de 1986)               | PP       | 54.821  | 42,69% | 2       | José Manuel Otero Novas y María del Pilar Izquierdo Arija | =     |
| CASTILLA Y LEÓN             | Zamora 3 diputados (1 menos que en las elecciones de 1986)               | PSOE     | 48.712  | 37,93% | 1       | José Carlos Romero Herrera | -1    |
| CATALUÑA                    | Barcelona 32 diputados (1 menos que en las elecciones de 1986)           | PSC-PSOE | 903.546 | 43,21% | 14      | Narcís Serra i Serra, Eduardo Martín Toval, Salvador Clotas i Cierco, Jordi Solé i Tura, José Borrell Fontelles, María Dolors Renau i Manén, Joan Marcet i Morera, Anna Balletbò i Puig, Carlos Navarro Gómez, Mercedes Aroz Ibáñez, Francisco Neira León, Pedro Jover Presa, Juli Busquets i Bragulat y Jordi Marsal i Muntalà         | -1    |
| CATALUÑA                    | Barcelona 32 diputados (1 menos que en las elecciones de 1986)           | CiU      | 741.682 | 30,35% | 11      | Miquel Roca i Junyent, Josep María Cullell i Nadal, Josep María Trías de Bes i Serra, Llibert Cuatrecases i Membrado, Rafael Hinojosa Lucena, Eugenia Cuenca Valero, Francesc Homs i Ferret, Jordi Casas i Bedós, Lluís Miquel Recoder i Miralles, Pere Balta i Llopart y Antoni Casanovas i Brugal                                     | =     |
| CATALUÑA                    | Barcelona 32 diputados (1 menos que en las elecciones de 1986)           | PP       | 257.021 | 10,52% | 3       | Jorge Fernández Díaz, Manuel Millán Mestre y Enrique Lacalle Coll | -1    |
| CATALUÑA                    | Barcelona 32 diputados (1 menos que en las elecciones de 1986)           | IU-IC    | 200.050 | 8,19%  | 3       | Ramon Espasa i Oliver, Francesc Baltasar Albesa y Joan Josep Armet Coma | +2    |
| CATALUÑA                    | Barcelona 32 diputados (1 menos que en las elecciones de 1986)           | CDS      | 110.681 | 4,53%  | 1       | Antoni Fernández i Teixidó | =     |
| CATALUÑA                    | Gerona 5 diputados                                                       | CiU      | 120.849 | 46,88% | 3       | Josep López de Lerma i López, Salvador Carrera i Comes y Pere Vidal i Sardó | =     |
| CATALUÑA                    | Gerona 5 diputados                                                       | PSC-PSOE | 74.469  | 28,89% | 2       | Lluís María de Puig i Olivé y Juan Manuel del Pozo Álvarez | =     |
| CATALUÑA                    | Lérida 4 diputados                                                       | CiU      | 76.602  | 41,76% | 2       | Josep Antoni Durán i Lleida y Manuel Ferrer i Profitós | =     |
| CATALUÑA                    | Lérida 4 diputados                                                       | PSC-PSOE | 52.504  | 28,62% | 2       | Josep Pau i Pernau y Josep Ramón Mòdol i Pifarré | +1    |
| CATALUÑA                    | Lérida 4 diputados                                                       | PP       | 22.713  | 12,38% | ---     | --- | -1    |
| CATALUÑA                    | Tarragona 5 diputados                                                    | PSC-PSOE | 93.416  | 34,18% | 2       | Jaume Antich i Balada e Ignasi Carnicer i Barrufet | =     |
| CATALUÑA                    | Tarragona 5 diputados                                                    | CiU      | 93.110  | 34,06% | 2       | Joan Miquel Nadal i Malé y Salvador Sedó i Marsal | =     |
| CATALUÑA                    | Tarragona 5 diputados                                                    | PP       | 35.813  | 13,1%  | 1       | Juan Manuel Fabra Vallés | =     |
| CEUTA                       | Ceuta 1 diputado                                                         | PSOE     | 8.643   | 37,71% | 1       | Juan José León Molina | =     |
| COMUNIDAD VALENCIANA        | Alicante 10 diputados                                                    | PSOE     | 290.866 | 43,8%  | 5       | José Vicente Beviá Pastor, Ángel Luna González, Luis Berenguer Fuster, Asunción Cruañes Molina y María Teresa Sempere Jaén | -1    |
| COMUNIDAD VALENCIANA        | Alicante 10 diputados                                                    | PP       | 195.031 | 29,37% | 3       | Federico Trillo-Figueroa Martínez-Conde, José Cholbi Diego y Juan Antonio Montesinos García | =     |
| COMUNIDAD VALENCIANA        | Alicante 10 diputados                                                    | CDS      | 66.230  | 9,97%  | 1       | Rafael Martínez-Campillo García | =     |
| COMUNIDAD VALENCIANA        | Alicante 10 diputados                                                    | IU       | 59.491  | 8,96%  | 1       | Narcís Vázquez Romero | +1    |
| COMUNIDAD VALENCIANA        | Castellón 5 diputados                                                    | PSOE     | 106.223 | 41,68% | 3       | Francisco Arnau Navarro, Javier José Tárrega Bernal e Irma Simón Calvo | =     |
| COMUNIDAD VALENCIANA        | Castellón 5 diputados                                                    | PP       | 86.032  | 33,88% | 2       | José María Escuín Monfort y Gabriel Elorriaga Fernández | =     |
| COMUNIDAD VALENCIANA        | Valencia 16 diputados                                                    | PSOE     | 481.268 | 40,11% | 8       | Ciprià Císcar Casaban, Vicente Albero Silla, Jaume Castells Ferrer, José María Mohedano Fuentes, María Celeste Lidia Juan Millet, Juan Antonio Lloret Llorens, Adela Pla Pastor y Javier Paniagua Fuentes | -1    |
| COMUNIDAD VALENCIANA        | Valencia 16 diputados                                                    | PP       | 290.711 | 24,23% | 4       | Pedro Agramunt Font de Mora, Gaspar Ariño Ortiz, José Ramón Pascual Monzo y José Manuel García-Margallo y Marfil | -1    |
| COMUNIDAD VALENCIANA        | Valencia 16 diputados                                                    | UV       | 137.710 | 11,48% | 2       | Vicente González Lizondo y Juan Ramón Oliver Chirivella | +1    |
| COMUNIDAD VALENCIANA        | Valencia 16 diputados                                                    | IU       | 118.706 | 9,89%  | 1       | Ricardo Fernando Peralta Ortega | +1    |
| COMUNIDAD VALENCIANA        | Valencia 16 diputados                                                    | CDS      | 77.573  | 6,47%  | 1       | Joaquín Abril Martorell | =     |
| EXTREMADURA                 | Badajoz 6 diputados                                                      | PSOE     | 204.473 | 54,78% | 4       | Francisco Miguel Fernández Marugán, Francisco Fuentes Gallardo, Rafael Olea Álvarez y Carmen Pereira Santana | =     |
| EXTREMADURA                 | Badajoz 6 diputados                                                      | PP       | 87.831  | 23,53% | 2       | Luis Jacinto Ramallo García y Isidoro Hernández-Sito García-Blanco | =     |
| EXTREMADURA                 | Cáceres 5 diputados                                                      | PSOE     | 126.396 | 52,55% | 3       | Alejandro Cercas Alonso, Victorino Mayoral Cortés y Victorino Roncero Rodríguez | =     |
| EXTREMADURA                 | Cáceres 5 diputados                                                      | PP       | 65.430  | 27,2%  | 2       | Felipe Camisón Asensio y Ramón Aguirre Rodríguez | =     |
| GALICIA                     | La Coruña 9 diputados                                                    | PSOE     | 190.844 | 36,82% | 4       | Francisco José Vázquez Vázquez, Jesús Salvador Fernández Moreda, Ángel Manuel Teijeiro Fraga y Jesús Díaz Fornas | =     |
| GALICIA                     | La Coruña 9 diputados                                                    | PP-CDG   | 185.709 | 35,83% | 4       | José Manuel Romay Beccaría, María Jesús Amparo Sáinz García, Arsenio Miguel Fernández de Mesa Díaz del Río y Manuel Eiris Cabeza | =     |
| GALICIA                     | La Coruña 9 diputados                                                    | CDS      | 46.675  | 9,01%  | 1       | José Antonio Souto Paz | =     |
| GALICIA                     | Lugo 5 diputados                                                         | PP-CDG   | 92.374  | 45,76% | 3       | Mauro Varela Pérez, César Aja Mariño y Enrique Álvarez Paredes | =     |
| GALICIA                     | Lugo 5 diputados                                                         | PSOE     | 55.860  | 31,41% | 2       | Manuel Guillermo Varela Flores y Manuel Martínez Núñez | =     |
| GALICIA                     | Orense 5 diputados                                                       | PP-CDG   | 63.801  | 40,73% | 3       | Victorino Núñez Rodríguez, Ángel Mario Carreño Rodríguez-Maribona y Jesús Francisco Busto Salgado | +1    |
| GALICIA                     | Orense 5 diputados                                                       | PSOE     | 52.282  | 35,36% | 2       | Antonio Rodríguez Rodríguez y Pilar Novoa Carcacia | =     |
| GALICIA                     | Orense 5 diputados                                                       | CG       | 14.578  | 7,74%  | ---     | --- | -1    |
| GALICIA                     | Pontevedra 8 diputados                                                   | PP-CDG   | 164.378 | 38,96% | 4       | Mariano Rajoy Brey, Antonio Pillado Montero, Alberto Durán Núñez y José Castro Álvarez | =     |
| GALICIA                     | Pontevedra 8 diputados                                                   | PSOE     | 138.910 | 32,92% | 4       | Abel Ramón Caballero Álvarez, Isidoro Gracia Plaza, José Manuel Castedo Villar y Ana María Luisa Bravo Doviso | +1    |
| GALICIA                     | Pontevedra 8 diputados                                                   | CDS      | 34.230  | 8,11%  | ---     | --- | -1    |
| LA RIOJA                    | La Rioja 4 diputados                                                     | PP       | 60.737  | 41,09% | 2       | Luis Ángel Alegre Galilea y Neftalí Isasi Gómez | =     |
| LA RIOJA                    | La Rioja 4 diputados                                                     | PSOE     | 58.678  | 39,7%  | 2       | Javier Luis Sáenz Cosculluela y Ángel Martínez Sanjuán | =     |
| MADRID                      | Madrid 33 diputados                                                      | PP       | 919.357 | 34,22% | 12      | José María Aznar López, Miguel Herrero y Rodríguez de Miñón, José Antonio Segurado García, Rodrigo de Rato Figaredo, Rodolfo Martín Villa, Alejandro Muñoz Alonso, Francisco Javier Rupérez Rubio, Ángel Sanchís Perales, María Teresa Estevan Bolea, Álvaro de Lapuerta Quintero, Juan Tomás Esteo Palomo y Elena García-Alcañiz Calvo | +1    |
| MADRID                      | Madrid 33 diputados                                                      | PSOE     | 899.723 | 33,49% | 12      | Felipe González Márquez, Javier Solana Madariaga, José Joaquín Almunia Amann, José Barrionuevo Peña, Carmen García Bloise, José Acosta Cubero, Froilán Luis Pérez González, José Federico de Carvajal Pérez, Isabel Alberdi Alonso, León Máximo Rodríguez Valverde, Carlos López Riaño y Eugenio Triana García                          | -3    |
| MADRID                      | Madrid 33 diputados                                                      | IU       | 414.392 | 15,42% | 5       | Julio Anguita González, Pablo Castellano Cardalliaguet, María Cristina Almeida Castro, José Luis Núñez Martín y María Ángeles Maestro Martín | +3    |
| MADRID                      | Madrid 33 diputados                                                      | CDS      | 295.189 | 10,99% | 4       | Adolfo Suárez González, José Ramón Caso García, Fernando Castedo Álvarez y Carlos Revilla Rodríguez | -1    |
| MELILLA                     | Melilla 1 diputado                                                       | PP       | 9.748   | 55,68% | 1       | Jorge Salvador Hernández Mollar | =     |
| REGIÓN DE MURCIA            | Murcia 9 diputados (1 más que en las elecciones de 1986)                 | PSOE     | 256.107 | 46,06% | 5       | Josefa Pardo Ortiz, José Antonio Alonso Conesa, Jorge Benito Novella Suárez, Enrique Amat Vicedo y Antonia Angelina Visiedo Nieto | =     |
| REGIÓN DE MURCIA            | Murcia 9 diputados (1 más que en las elecciones de 1986)                 | PP       | 166.712 | 29,98% | 3       | Juan Ramón Calero Rodríguez, Luis Guillermo Perinat y Elío y José Joaquín Peñarrubia Agiús | =     |
| REGIÓN DE MURCIA            | Murcia 9 diputados (1 más que en las elecciones de 1986)                 | CDS      | 57.634  | 10,36% | 1       | José Ramón Lasuén Sancho | +1    |
| NAVARRA                     | Navarra 5 diputados                                                      | UPN-PP   | 92.216  | 33,18% | 3       | Jesús Aizpún Tuero, Jaime Ignacio del Burgo Tajadura y José Antonio Gayarre Bermejo | +1    |
| NAVARRA                     | Navarra 5 diputados                                                      | PSOE     | 86.677  | 31,19% | 2       | Carlos Solchaga Catalán y Blanca García Manzanares | =     |
| NAVARRA                     | Navarra 5 diputados                                                      | HB       | 30.632  | 11,02% | ---     | --- | -1    |
| PAÍS VASCO                  | Álava 4 diputados                                                        | PSE-PSOE | 35.723  | 25,92% | 2       | Luis Alberto Aguiriano Forniés y Francisco Javier Rojo García | =     |
| PAÍS VASCO                  | Álava 4 diputados                                                        | EAJ-PNV  | 23.247  | 16,86% | 1       | Emilio Olabarría Muñoz | =     |
| PAÍS VASCO                  | Álava 4 diputados                                                        | PP       | 19.427  | 14,09% | 1       | José Manuel Barquero Vázquez | =     |
| PAÍS VASCO                  | Guipúzcoa 7 diputados                                                    | HB       | 78.138  | 22,05% | 2       | Iñaki Esnaola Etxeberri e Itziar Aizpurua Egaña | =     |
| PAÍS VASCO                  | Guipúzcoa 7 diputados                                                    | PSE-PSOE | 70.183  | 19,8%  | 2       | Enrique Múgica Herzog y Ángel García Ronda | =     |
| PAÍS VASCO                  | Guipúzcoa 7 diputados                                                    | EA       | 63.569  | 17,94% | 1       | Ignacio María Oliveri Albisu | +1    |
| PAÍS VASCO                  | Guipúzcoa 7 diputados                                                    | EAJ-PNV  | 57.290  | 16,17% | 1       | Antonio Marquet Artola | -1    |
| PAÍS VASCO                  | Guipúzcoa 7 diputados                                                    | EE       | 36.857  | 10,4%  | 1       | Koro Garmendia Albete | =     |
| PAÍS VASCO                  | Vizcaya 10 diputados                                                     | EAJ-PNV  | 171.582 | 27,91% | 3       | Iñaki Mirena Anasagasti Olabeaga, Joseba Mirena Zubia Achaerandio y Eduardo María Vallejo Olejúa | =     |
| PAÍS VASCO                  | Vizcaya 10 diputados                                                     | PSE-PSOE | 127.744 | 26,56% | 2       | José María Benegas Haddad y José de Gregorio Torres | -1    |
| PAÍS VASCO                  | Vizcaya 10 diputados                                                     | HB       | 92.493  | 15,05% | 2       | Jon Idigoras Gerrikabeitia y Tasio Erkizia Almandoz | =     |
| PAÍS VASCO                  | Vizcaya 10 diputados                                                     | PP       | 59.632  | 9,7%   | 1       | Jaime Mayor Oreja | =     |
| PAÍS VASCO                  | Vizcaya 10 diputados                                                     | EE       | 48.559  | 7,9%   | 1       | Jon Larrinaga Apraiz | =     |
| PAÍS VASCO                  | Vizcaya 10 diputados                                                     | EA       | 48.355  | 7,87%  | 1       | Joseba Azkarraga Rodero | +1    |

### Senado
| ← Elecciones generales de España, 29 de octubre de 1989 → Senadores electos |                                               |         |
| Participación | Partido                                       | Escaños |
| - Electorado: 29.604.055 - Votantes: 20.684.212 (69,87%) - Abstención: 8.919.843 (30,13%) - Votos válidos: 19.974.111 (96,57%) - Votos nulos: 710.101 (3,43%) - Votos a candidaturas: 19.639.993 (98,33%) - Votos en blanco: 334.118 (1,67%) | Partido Socialista Obrero Español (PSOE)      | 107     |
| - Electorado: 29.604.055 - Votantes: 20.684.212 (69,87%) - Abstención: 8.919.843 (30,13%) - Votos válidos: 19.974.111 (96,57%) - Votos nulos: 710.101 (3,43%) - Votos a candidaturas: 19.639.993 (98,33%) - Votos en blanco: 334.118 (1,67%) | Partido Popular (PP)                          | 78      |
| - Electorado: 29.604.055 - Votantes: 20.684.212 (69,87%) - Abstención: 8.919.843 (30,13%) - Votos válidos: 19.974.111 (96,57%) - Votos nulos: 710.101 (3,43%) - Votos a candidaturas: 19.639.993 (98,33%) - Votos en blanco: 334.118 (1,67%) | Convergència i Unió (CiU)                     | 10      |
| - Electorado: 29.604.055 - Votantes: 20.684.212 (69,87%) - Abstención: 8.919.843 (30,13%) - Votos válidos: 19.974.111 (96,57%) - Votos nulos: 710.101 (3,43%) - Votos a candidaturas: 19.639.993 (98,33%) - Votos en blanco: 334.118 (1,67%) | Partido Nacionalista Vasco (EAJ-PNV)          | 4       |
| - Electorado: 29.604.055 - Votantes: 20.684.212 (69,87%) - Abstención: 8.919.843 (30,13%) - Votos válidos: 19.974.111 (96,57%) - Votos nulos: 710.101 (3,43%) - Votos a candidaturas: 19.639.993 (98,33%) - Votos en blanco: 334.118 (1,67%) | Herri Batasuna (HB)                           | 3       |
| - Electorado: 29.604.055 - Votantes: 20.684.212 (69,87%) - Abstención: 8.919.843 (30,13%) - Votos válidos: 19.974.111 (96,57%) - Votos nulos: 710.101 (3,43%) - Votos a candidaturas: 19.639.993 (98,33%) - Votos en blanco: 334.118 (1,67%) | Izquierda Unida (IU)                          | 1       |
| - Electorado: 29.604.055 - Votantes: 20.684.212 (69,87%) - Abstención: 8.919.843 (30,13%) - Votos válidos: 19.974.111 (96,57%) - Votos nulos: 710.101 (3,43%) - Votos a candidaturas: 19.639.993 (98,33%) - Votos en blanco: 334.118 (1,67%) | Centro Democrático y Social (CDS)             | 1       |
| - Electorado: 29.604.055 - Votantes: 20.684.212 (69,87%) - Abstención: 8.919.843 (30,13%) - Votos válidos: 19.974.111 (96,57%) - Votos nulos: 710.101 (3,43%) - Votos a candidaturas: 19.639.993 (98,33%) - Votos en blanco: 334.118 (1,67%) | Agrupaciones Independientes de Canarias (AIC) | 1       |
| - Electorado: 29.604.055 - Votantes: 20.684.212 (69,87%) - Abstención: 8.919.843 (30,13%) - Votos válidos: 19.974.111 (96,57%) - Votos nulos: 710.101 (3,43%) - Votos a candidaturas: 19.639.993 (98,33%) - Votos en blanco: 334.118 (1,67%) | Independientes por Lanzarote (IL)             | 1       |
| - Electorado: 29.604.055 - Votantes: 20.684.212 (69,87%) - Abstención: 8.919.843 (30,13%) - Votos válidos: 19.974.111 (96,57%) - Votos nulos: 710.101 (3,43%) - Votos a candidaturas: 19.639.993 (98,33%) - Votos en blanco: 334.118 (1,67%) | Asamblea Majorera (AM)                        | 1       |
| - Electorado: 29.604.055 - Votantes: 20.684.212 (69,87%) - Abstención: 8.919.843 (30,13%) - Votos válidos: 19.974.111 (96,57%) - Votos nulos: 710.101 (3,43%) - Votos a candidaturas: 19.639.993 (98,33%) - Votos en blanco: 334.118 (1,67%) | Agrupación Herreña Independiente (AHI)        | 1       |

## Irregularidades e intervención judicial
El asiento 176 del PSOE, que determinaba su mayoría absoluta en el Congreso, permaneció en disputa. Los líderes del PP tenían profundas sospechas de irregularidades electorales debido a un retraso del Ministerio del Interior para proporcionar resultados detallados durante la noche de las elecciones, y también en que el PSOE recibiera varios escaños por muy pocos votos y en las últimas etapas del conteo de votos, lo que resultó ser decisivo en que el PSOE conservara su mayoría. En Barcelona, el PP afirmó que sus propios recuentos le otorgaron al PSC-PSOE hasta 5000 votos menos que los reconocidos oficialmente por el Ministerio, lo que resultaría en que obtuvieran un cuarto asiento en la provincia del PSC. Además, alegaron que este asiento había sido asignado desde el PP al PSC solo cuando se contó el 99.98% de los votos. El líder de IU, Julio Anguita criticó el recuento de votos, cuestionando abiertamente: "¿cómo puede [el PSOE] pasar de 172 a 176 escaños tan rápido?". IU anunció que pedirían a la Junta Electoral Central que revisara los registros de votación de 1.087 centros electorales en el distrito de Murcia, donde el último asiento había sido asignado al PSOE por encima de IU por un estrecho margen de 96 votos.
Los reclamos de PP en Barcelona fueron suspendidos después de que el recuento de los españoles que votaron en el extranjero dio un margen aún mayor para el PSC y aseguró su 14° escaño en el distrito electoral. Sin embargo, la Junta Electoral encontró irregularidades en Murcia después de determinar el 5 de noviembre que el número de votantes y las papeletas no coincidían en quince salas. Los nuevos resultados provisionales publicados el 6 de noviembre, que no incluían las salas donde se habían encontrado irregularidades, otorgaron el último escaño al PSOE por tan solo dos votos. Algunos miembros de IU acusaron abiertamente al PSOE de fraude electoral, afirmando que los interventores socialistas habían votado dos veces en algunas salas no solo en Murcia, sino también en Málaga, Madrid y La Rioja, donde, sin embargo, no se habían impugnado los resultados de las elecciones. Un nuevo recuento en Murcia dio lugar a que la Junta concediera el asiento a IU el 11 de noviembre, lo que llevó al PSOE a anunciar que apelarían ante el Tribunal Superior de Justicia de Murcia. Al mismo tiempo, tanto el PP como el CDS alegaron haber encontrado irregularidades en varios colegios electorales en Melilla y Pontevedra, donde el PSOE también había obtenido escaños por un puñado de votos, y solicitaron que la votación fuera declarada nula. La situación caótica se agravó aún más cuando, el 22 de noviembre, el PP denunció que había encontrado casos de duplicidad de nombres en el padrón electoral de Ceuta, y el partido exigía que la elección se repitiera en Murcia después de reclamar procedimientos irregulares en el recuento de votos realizado por la Junta Electoral. El fiscal general, Javier Moscoso, entró en la refriega y declaró el 24 de noviembre que el disputado escaño murciano pertenecía al PSOE. El 1 de diciembre, el Tribunal Superior de Murcia anuló los resultados de las elecciones en el distrito electoral y exigió que el gobierno convocara una elección parcial en un plazo de tres meses.
La decisión judicial en Murcia generó especulaciones en otros distritos electorales donde se habían apelado los resultados de que los Tribunales Superiores locales siguieran su ejemplo de manera similar. En Pontevedra, donde se determinó que el número de votos contados excedía el número de votantes, el Tribunal decidió que la elección se celebraría nuevamente. 
Finalmente el CDS perdió en los tribunales el escaño que había ganado en las urnas y ostentaba el diputado Francisco Javier Moldes Fontán, que se adjudicó irregularmente el PSOE, pues los partidos sumaban más votos que votantes (lo que a la postre le daría su tercera mayoría absoluta).
Finalmente, el Tribunal Superior de Andalucía dictaminó que las elecciones en Melilla eran nulas, pero desestimó el recurso de apelación en Ceuta, donde declaró la validez de las elecciones. El gobierno de González anunció que apelaría la decisión ante el Tribunal Constitucional que, el 25 de enero de 1990, resolvió suspender provisionalmente la repetición de las elecciones legislativas en Murcia, Pontevedra y Melilla. Del 15 al 19 de febrero, el Tribunal revocó los Tribunales Superiores de Justicia de Murcia y Galicia y anuló las elecciones para Murcia y Pontevedra, y los resultados declarados se consideraron válidos y definitivos. Sin embargo, determinó que la magnitud de las irregularidades encontradas en Melilla era tal que se requirieron nuevas elecciones en el distrito electoral tanto para el Congreso como para el Senado, por lo que definitivamente anuló los resultados del 29 de octubre. El 25 de marzo de 1990, las elecciones parciales en Melilla dieron como resultado que el PP recibiera el escaño del distrito electoral, mientras que los socialistas renovaron y ampliaron su mayoría en el Senado.  También se llevó a cabo una elección parcial el 7 de octubre de 1990 en una mesa de votación en Mamblas, Ávila, como resultado de un conflicto judicial entre el PP y el CDS sobre un senador en dicho distrito electoral. Al final, el resultado de la elección permitió al PP ganar al senador en disputa con el CDS.
Se descubrió que las irregularidades eran consecuencia de registros electorales defectuosos, la falta de conocimiento de las reglas electorales por parte de los nombrados para integrar los colegios electorales, la falta de medios para el monitoreo activo del proceso electoral y la estructura ineficiente de la administración electoral, junto con la detección de algunos votos ilícitos en varias salas. Si bien estos fallos habían estado presentes en las pasadas elecciones, la cercanía de los resultados en las elecciones de 1989 y el hecho de que la mayoría del PSOE dependiera de un puesto disputado significaba que estos quedaron expuestos. Como resultado, la ley electoral fue enmendada posteriormente en 1991 para introducir mejoras en la eficiencia de la administración electoral.

## Votación de investidura
El martes 5 de diciembre de 1989, día en el que se votó la investidura, faltaban los 18 diputados correspondientes a circunscripciones en las que se habían impugnado los resultados electorales y los litigios aún no se habían resuelto. Felipe González logró el apoyo necesario para ser investido en la primera votación.
| Candidato                                                                       | Fecha                                                        | Voto |     |    |    |    |    |   |  |   |   |   |   |   |   | Total   |
| ------------------------------------------------------------------------------- | ------------------------------------------------------------ | ---- | --- | -- | -- | -- | -- | - |  | - | - | - | - | - | - | ------- |
| Felipe González (PSOE)                                                          | 5 de diciembre de 1989 Mayoría requerida: Absoluta (167/332) | Sí   | 166 |    |    |    |    |   |  |   |   |   |   |   | 1 | 167/332 |
| Felipe González (PSOE)                                                          | 5 de diciembre de 1989 Mayoría requerida: Absoluta (167/332) | No   |     | 99 | 17 | 13 | 18 |   |  | 2 | 2 | 2 | 2 |   |   | 155/332 |
| Felipe González (PSOE)                                                          | 5 de diciembre de 1989 Mayoría requerida: Absoluta (167/332) | Abs. |     |    |    |    |    | 5 |  |   |   |   |   | 1 |   | 6/332   |
| Faltaron a la votación los 4 diputados de HB, 9 del PSOE, 8 del PP y 1 del CDS. |                                                              |      |     |    |    |    |    |   |  |   |   |   |   |   |   |         |

El jueves 5 de abril de 1990, una vez resueltas la disputas sobre las elecciones (que se saldaron con la repetición de elecciones en Melilla, la cual dio el escaño de esta ciudad al PP en detrimento del PSOE), Felipe González se sometió a una cuestión de confianza, la segunda y última realizada hasta la fecha en el período democrático de España, para confirmar su puesto de Presidente del Gobierno.
| Presidente                                                                               | Fecha                                                    | Voto |     |     |    |    |    |   |  |   |   |   |   |   |   | Total   |
| ---------------------------------------------------------------------------------------- | -------------------------------------------------------- | ---- | --- | --- | -- | -- | -- | - |  | - | - | - | - | - | - | ------- |
| Felipe González (PSOE)                                                                   | 5 de abril de 1990 Mayoría requerida: Absoluta (176/350) | Sí   | 175 |     |    |    |    |   |  |   |   |   |   |   | 1 | 176/350 |
| Felipe González (PSOE)                                                                   | 5 de abril de 1990 Mayoría requerida: Absoluta (176/350) | No   |     | 105 | 16 |    |    |   |  | 2 | 2 | 2 | 2 | 2 |   | 131/350 |
| Felipe González (PSOE)                                                                   | 5 de abril de 1990 Mayoría requerida: Absoluta (176/350) | Abs. |     |     |    | 14 | 18 | 5 |  |   |   |   |   |   |   | 37/350  |
| Faltaron a la votación los 4 diputados de HB, 2 del PP y uno de Izquierda Unida (España) |                                                          |      |     |     |    |    |    |   |  |   |   |   |   |   |   |         |